# Knud Bach
Knud Karl Nielsen Bach (26. september 1871, Rønge – 5. oktober 1948, Rønge) var stifter den danske landbrugsorganisation Landbrugernes Sammenslutning (LS) og formand for den frem til efteråret 1944.

## Liv og karriere
Knud Bach blev født på slægtsgården Røngegård i Rønge, ca. syv kilometer øst for Bjerringbro, som søn af Jens Nielsen Bach (1. november 1843 – 18. juni 1875) og Abigal Knudsen (1. april 1842 – 10. december 1924). Efter et halv års ophold hos degnen i Hjermind forud for sin konfirmation – moderen havde ikke tillid til sognets egen præst – arbejdede Bach på fødegården, til han som 16-årig tilbragte ca. tre måneder på Grejsdalens Landbrugsskole. Siden var han på Mellerup Højskole, før han som 19-årig drog til København efter på sessionen at være blevet taget til garder. Her købte han sig frinummer for 535 kroner, så han kunne komme hjem og passe fødegården i Rønge.
De kommende år udvidede Bach kvægholdet på gården og blev formand for Sønder Vinge Andelsmejeri og kort efter for Randers Amts Mejeriforening. Han blev også formand for landboforeningen og næstformand i slagteribestyrelsen. Som 30-årig fremstod han således som en slags "sognekonge". Gården voksede også fra ca. 100 tønder land til 145 tønder land, da Bach i 1902 købte den nærliggende vandmølle. Ved opkøb af en nabogård i 1920'erne voksede Røngegård yderligere til ca. 176 tønder land. Undervejs i udvidelserne blev det også til et nyt stuehus i 1913. Bachs skattepligtige formue steg fra 18.000 kroner i 1903 til 48.000 kroner i 1930 (henholdsvis lidt over 1.050.000 kroner og 1.500.000 kroner i 2006-priser).
4. august 1903 blev han gift med Martha Petrea Bach Pedersen (født 2. august 1883 i Herskind). De fik to sønner, Jens Anker Vestergaard Bach (født 14. august 1904 i Rønge) og Arne Pedersen Bach (5. januar 1908, Rønge – 26. december 1928); Arne døde efter en rideulykke.
LS blev dannet ved et møde 18. november 1930 på afholdshotelet i Rønge, hvor 19 husmænd og gårdmænd deltog. Organisationen voksede kraftigt i de kommende år, og det samme gjorde Knud Bachs position. I 1934 opstod Bondepartiet med baggrund i LS. Under besættelsen fik den nære forbindelse med DNSAP dog uheldige konsekvenser for Knud Bach, især da man i 1940 søgte at afsætte samlingsregeringen og gøre Knud Bach til landbrugs- og statsminister.
I eftåret 1944 forlod Knud Bach ledelsen for LS. 26. juni 1945 blev han anholdt og sigtet for landsforæderi og sad 30 dage i fængsel. Han blev ved Københavns Byret 12. juli 1947 idømt fem års fængsel. Allerede med udgangen af oktober samme år blev han benådet efter en hjerneblødning. Året efter døde han på fødegården i Rønge.
På Knud Bachs fødselsdag blev der i 1949 indviet en mindesmærke for ham nær Røngegård på initiativ af LS og Knud Bachs enke. Natten til 9. oktober samme år blev mindesmærket udsat for hærværk med sprængstof. Det blev istandsat og findes stadig.